# Лабішево
Лабішево (пол. Łabiszewo, нім. Labüssow) — село в Польщі, у гміні Дембниця-Кашубська Слупського повіту Поморського воєводства.
Населення — 301 особа (2011).
У 1975-1998 роках село належало до Слупського воєводства.

## Демографія
Демографічна структура станом на 31 березня 2011 року:
|          | Загалом | Допрацездатний вік | Працездатний вік | Постпрацездатний вік |
| -------- | ------- | ------------------ | ---------------- | -------------------- |
| Чоловіки | 158     | 48                 | 102              | 8                    |
| Жінки    | 143     | 42                 | 82               | 19                   |
| Разом    | 301     | 90                 | 184              | 27                   |